# دوري كرة القدم الغربي 1957–58
دوري كرة القدم الغربي 1957–58 (بالإنجليزية: 1957–58 Western Football League)‏ هو موسم من دوري كرة القدم الغربي ‏. فاز فيه نادي سالزبري سيتي.